# Блежешть
Блежешть, Блежешті (рум. Blejești) — село у повіті Телеорман в Румунії. Входить до складу комуни Блежешть.
Село розташоване на відстані 51 км на захід від Бухареста, 37 км на північ від Александрії, 132 км на схід від Крайови.

## Населення
За даними перепису населення 2002 року у селі проживала 2601 особа. Рідною мовою 2599 осіб (99,9%) назвали румунську.
Національний склад населення села:
| Національність | Кількість осіб | Відсоток |
| -------------- | -------------- | -------- |
| румуни         | 2498           | 96,0%    |
| цигани         | 103            | 4,0%     |